# Bandera Amarilla Llana
La Bandera Amarilla Llana o Estandarte Amarillo Llano (en chino tradicional, 正黃旗) fue una de los Ocho Banderas del ejército y la sociedad manchú durante las dinastías Jin Posterior y Qing de China. La Bandera Amarilla Llana era uno de los tres ejércitos de estandartes "superiores" bajo el mando directo del propio emperador, y uno de los cuatro estandartes del "ala derecha". La Bandera Amarilla Llana era la bandera original comandada personalmente por Nurhaci. La Bandera Amarilla Llana y la Bandera Amarilla Bordeada se dividieron entre sí en 1615, cuando las tropas de los cuatro ejércitos de banderas originales (amarilla, azul, roja y blanca) se dividieron en ocho agregando una variante bordeada al diseño de cada bandera. Después de la muerte de Nurhaci, su hijo Hung Taiji se convirtió en kan y tomó el control de ambas banderas amarillas. Más tarde, el emperador Shunzhi se hizo cargo de la Bandera Blanca Llana tras la muerte de su regente, Dorgon, a quien anteriormente pertenecía. A partir de ese momento, el emperador controló directamente tres banderas "superiores" (amarilla plana, amarilla bordeada y blanca plana), a diferencia de las otras cinco banderas "inferiores".
La bandera de la Bandera Amarilla Llana finalmente se convirtió en la base de la bandera de la dinastía Qing.